# Roiffé
Roiffé est une commune du Centre-Ouest de la France, située dans le département de la Vienne (région Nouvelle-Aquitaine).

## Géographie

### Communes limitrophes
|        | Fontevraud-l'Abbaye (Maine-et-Loire) | Couziers (Indre-et-Loire) |
| Saix   | Roiffé                               | Lerné (Indre-et-Loire)    |
| Raslay | Les Trois-Moutiers                   | Bournand                  |

### Climat
Pour des articles plus généraux, voir Climat de la Nouvelle-Aquitaine et Climat de la Vienne.
Historiquement, la commune est exposée à un climat océanique du nord-ouest.  
En 2020, Météo-France publie une typologie des climats de la France métropolitaine dans laquelle la commune est dans une zone de transition entre le climat océanique et le climat océanique altéré et est dans la région climatique  Moyenne vallée de la Loire, caractérisée par une bonne insolation (1 850 h/an) et un été peu pluvieux.
Pour la période 1971-2000, la température annuelle moyenne est de 12,2 °C, avec une amplitude thermique annuelle de 15 °C. Le cumul annuel moyen de précipitations est de 622 mm, avec 10,5 jours de précipitations en janvier et 6,3 jours en juillet. Pour la période 1991-2020, la température moyenne annuelle observée sur la station météorologique la plus proche, située sur la commune de Loudun à 13 km à vol d'oiseau, est de 12,4 °C et le cumul annuel moyen de précipitations est de 631,5 mm,. Pour l'avenir, les paramètres climatiques de la commune estimés pour 2050 selon différents scénarios d’émission de gaz à effet de serre sont consultables sur un site dédié publié par Météo-France en novembre 2022.

## Urbanisme

### Typologie
Au 1er janvier 2024, Roiffé est catégorisée commune rurale à habitat dispersé, selon la nouvelle grille communale de densité à sept niveaux définie par l'Insee en 2022.
Elle est située hors unité urbaine. Par ailleurs la commune fait partie de l'aire d'attraction de Loudun, dont elle est une commune de la couronne,. Cette aire, qui regroupe 25 communes, est catégorisée dans les aires de moins de 50 000 habitants,.

### Occupation des sols
L'occupation des sols de la commune, telle qu'elle ressort de la base de données européenne d’occupation biophysique des sols Corine Land Cover (CLC), est marquée par l'importance des forêts et milieux semi-naturels (46,5 % en 2018), une proportion sensiblement équivalente à celle de 1990 (46,9 %). La répartition détaillée en 2018 est la suivante : 
forêts (38,6 %), prairies (18,6 %), zones agricoles hétérogènes (14,5 %), terres arables (12,2 %), milieux à végétation arbustive et/ou herbacée (7,9 %), espaces verts artificialisés, non agricoles (5,9 %), zones urbanisées (2,2 %). L'évolution de l’occupation des sols de la commune et de ses infrastructures peut être observée sur les différentes représentations cartographiques du territoire : la carte de Cassini (XVIIIe siècle), la carte d'état-major (1820-1866) et les cartes ou photos aériennes de l'IGN pour la période actuelle (1950 à aujourd'hui).

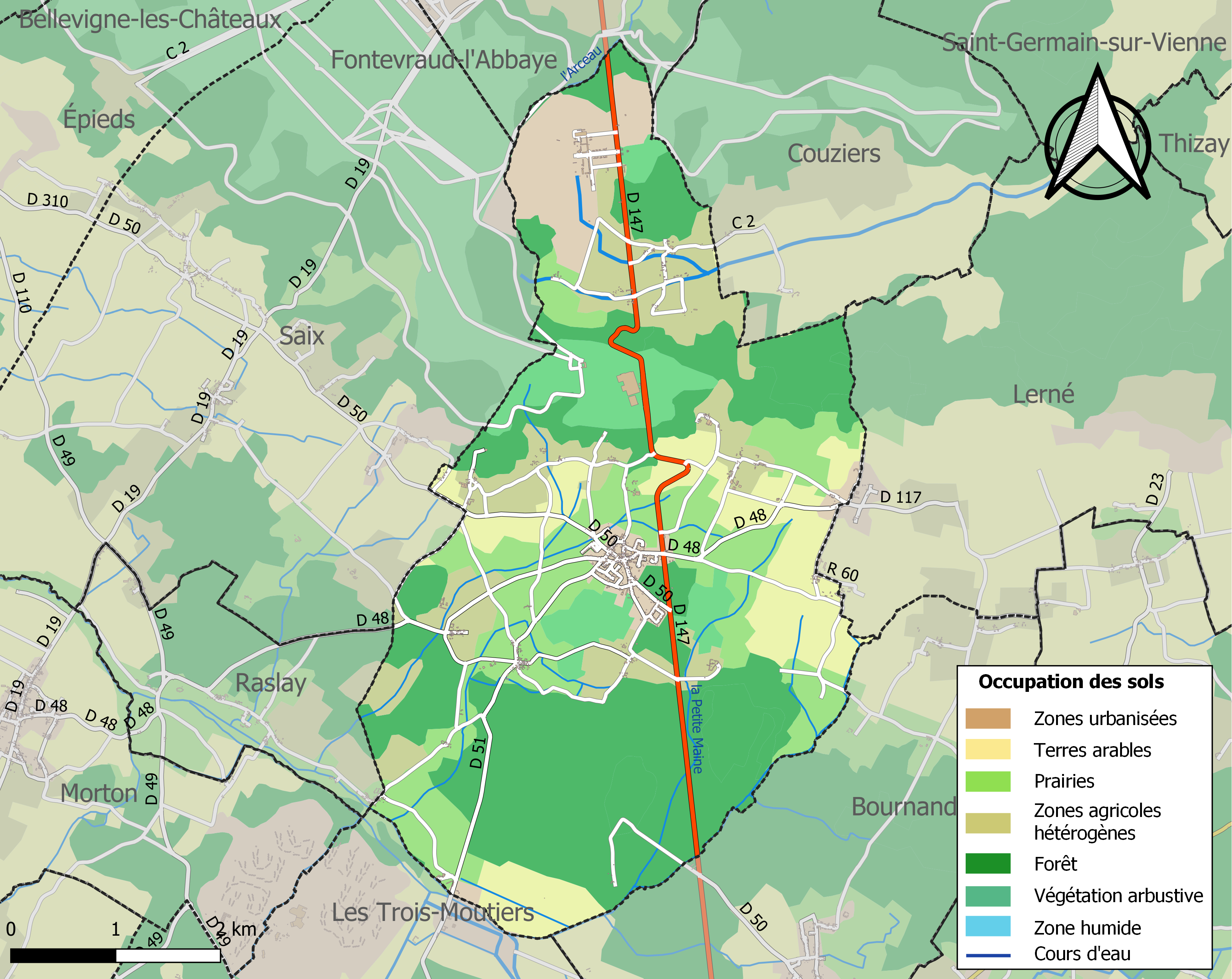
Carte des infrastructures et de l'occupation des sols de la commune en 2018 (CLC).

### Risques majeurs
Le territoire de la commune de Roiffé est vulnérable à différents aléas naturels : météorologiques (tempête, orage, neige, grand froid, canicule ou sécheresse), inondations, feux de forêts, mouvements de terrains et séisme (sismicité modérée). Il est également exposé à un risque technologique,  le transport de matières dangereuses. Un site publié par le BRGM permet d'évaluer simplement et rapidement les risques d'un bien localisé soit par son adresse soit par le numéro de sa parcelle.

#### Risques naturels
Certaines parties du territoire communal sont susceptibles d’être affectées par le risque d’inondation par débordement de cours d'eau, notamment la Courance, le ruisseau Boire. La commune a été reconnue en état de catastrophe naturelle au titre des dommages causés par les inondations et coulées de boue survenues en 1982, 1995, 1999 et 2010,.
Roiffé est exposée au risque de feu de forêt. En 2014, le deuxième plan départemental de protection des forêts contre les incendies (PDPFCI) a été adopté pour la période 2015-2024. Les obligations légales de débroussaillement dans le département sont définies dans un arrêté préfectoral du 29 mai 2015,, celles relatives à l'emploi du feu et au brûlage des déchets verts le sont dans un arrêté permanent du 24 mai 2015,.

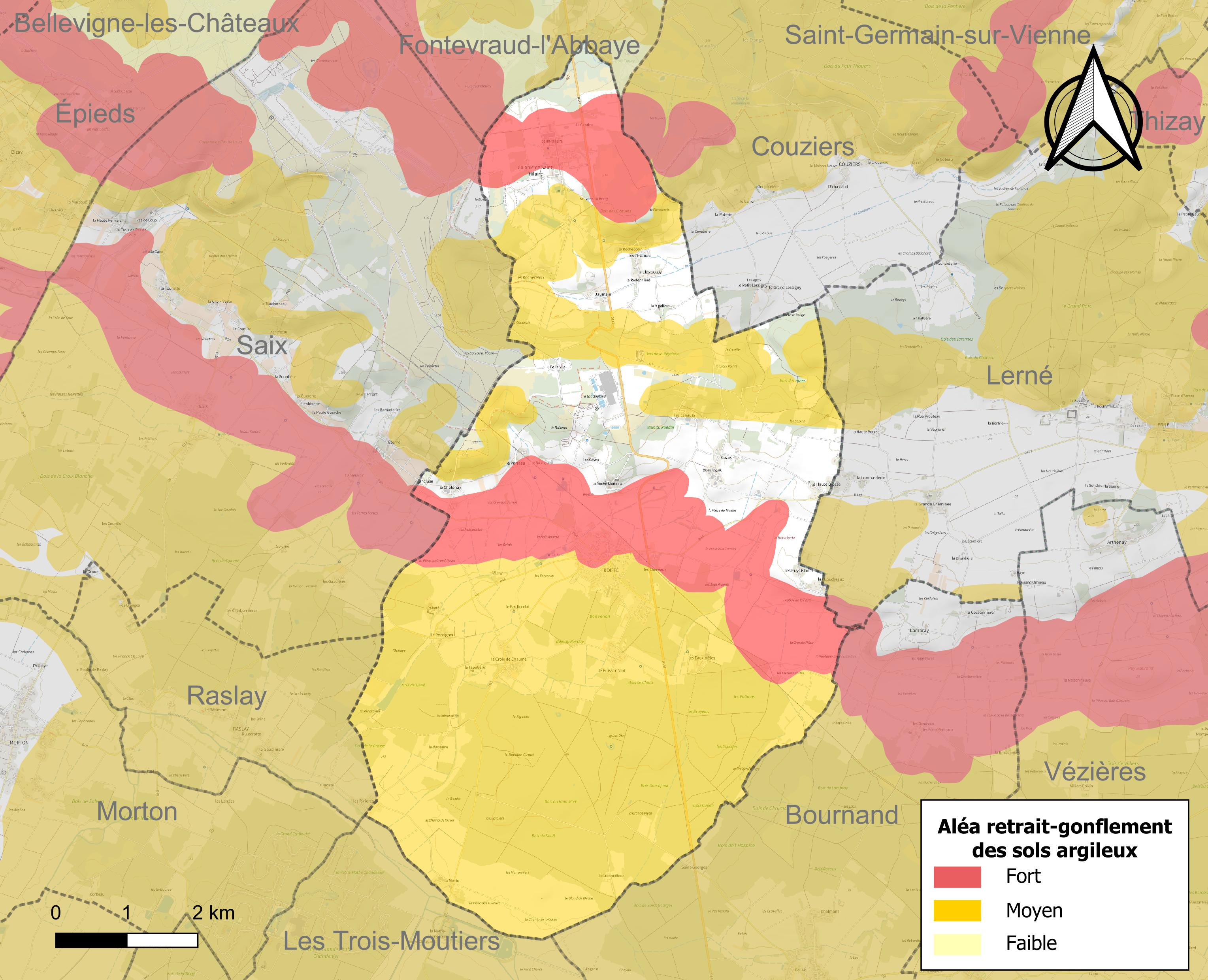
Carte des zones d'aléa retrait-gonflement des sols argileux de Roiffé.

Les mouvements de terrains susceptibles de se produire sur la commune sont des affaissements et effondrements liés aux cavités souterraines (hors mines) et des tassements différentiels. Afin de mieux appréhender le risque d’affaissement de terrain, un inventaire national permet de localiser les éventuelles cavités souterraines sur la commune. Le retrait-gonflement des sols argileux est susceptible d'engendrer des dommages importants aux bâtiments en cas d’alternance de périodes de sécheresse et de pluie. 80,3 % de la superficie communale est en aléa moyen ou fort (79,5 % au niveau départemental et 48,5 % au niveau national). Depuis le 1er octobre 2020, en application de la loi ÉLAN, différentes contraintes s'imposent aux vendeurs, maîtres d'ouvrages ou constructeurs de biens situés dans une zone classée en aléa moyen ou fort,.
La commune a été reconnue en état de catastrophe naturelle au titre des dommages causés par des mouvements de terrain en 1999 et 2010.

## Histoire
Dans les années 1660, les faux-sauniers attaquent la chaîne des condamnés aux galères, qui se dirige vers le bagne de Rochefort : ils parviennent ainsi à libérer leurs compagnons.
Roiffé est situé jusqu'en 1789 en Généralité de Touraine.
Durant la Seconde Guerre mondiale, les équipes techniques du Jagdgeschwader 26 (escadron de chasse no. 26), surnommé Schlageter, sont stationnées à Roiffé, près du hameau de Cuzay. Elles sont bombardées le 7 juin 1944 par cinq Mustang du 375e fighter squadron, du 361e Fighter group (groupe de chasse) de l’US Air Force. Du côté allemand, les pertes sont d’un mort, un blessé, un camion citerne incendié et un autre mitraillé. Du côté américain, le pilote américain Georges Merritt, as aux onze victoires, est abattu et retrouvé mort à proximité de l’épave de son appareil. Un agriculteur français, Louis Urbain, meurt dans le crash.

## Politique et administration

### Le maire
| Période      | Période  | Identité      | Étiquette | Qualité |
| ------------ | -------- | ------------- | --------- | ------- |
| 2020 (réélu) | En cours | Bruno Verdier |           |         |

### Instances judiciaires et administratives
La commune relève du tribunal d'instance de Poitiers, du tribunal de grande instance de Poitiers, de la cour d'appel  de Poitiers, du tribunal pour enfants de Poitiers, du conseil de prud'hommes de Poitiers, du tribunal de commerce de Poitiers, du tribunal administratif de Poitiers et de la cour administrative d'appel  de  Bordeaux,  du tribunal des pensions de Poitiers, du tribunal des affaires de la Sécurité sociale de la Vienne, de la cour d’assises de la Vienne.

### Services publics
Les réformes successives de La Poste ont conduit à la fermeture de nombreux bureaux de poste ou à leur transformation en simple relais. Toutefois, la commune a pu maintenir le sien.

## Démographie
L'évolution du nombre d'habitants est connue à travers les recensements de la population effectués dans la commune depuis 1793. Pour les communes de moins de 10 000 habitants, une enquête de recensement portant sur toute la population est réalisée tous les cinq ans, les populations de référence des années intermédiaires étant quant à elles estimées par interpolation ou extrapolation. Pour la commune, le premier recensement exhaustif entrant dans le cadre du nouveau dispositif a été réalisé en 2005.

En 2022, la commune comptait 748 habitants, en évolution de −0,93 % par rapport à 2016 (Vienne : +0,6 %, France hors Mayotte : +2,11 %).
| 1793 | 1800 | 1806 | 1821 | 1831 | 1836 | 1841 | 1846 | 1851 |
| ---- | ---- | ---- | ---- | ---- | ---- | ---- | ---- | ---- |
| 920  | 945  | 978  | 920  | 942  | 947  | 925  | 907  | 903  |

| 1856 | 1861 | 1866 | 1872  | 1876  | 1881  | 1886  | 1891  | 1896  |
| ---- | ---- | ---- | ----- | ----- | ----- | ----- | ----- | ----- |
| 886  | 863  | 856  | 1 214 | 1 204 | 1 270 | 1 116 | 1 066 | 1 012 |

| 1901  | 1906  | 1911  | 1921  | 1926 | 1931  | 1936 | 1946  | 1954 |
| ----- | ----- | ----- | ----- | ---- | ----- | ---- | ----- | ---- |
| 1 080 | 1 057 | 1 065 | 1 041 | 991  | 1 011 | 927  | 1 009 | 951  |

| 1962 | 1968 | 1975 | 1982 | 1990 | 1999 | 2005 | 2006 | 2010 |
| ---- | ---- | ---- | ---- | ---- | ---- | ---- | ---- | ---- |
| 847  | 773  | 475  | 535  | 593  | 658  | 672  | 667  | 693  |

| 2015 | 2020 | 2022 | - | - | - | - | - | - |
| ---- | ---- | ---- | - | - | - | - | - | - |
| 754  | 750  | 748  | - | - | - | - | - | - |

En 2008, selon l’Insee, la densité de population de la commune était de 27 hab./km2 contre 61 hab./km2 pour le département, 68 hab./km2 pour la région Poitou-Charentes et 115 hab./km2 pour la France.

## Économie
Selon la Direction régionale de l'Alimentation, de l'Agriculture et de la Forêt de Poitou-Charentes, il n'y a plus que 12 exploitations agricoles en 2010 contre 19 en 2000.
Les surfaces agricoles utilisées ont diminué et sont passées de 900 hectares en 2000 à 705 hectares en 2010. 35 % sont destinées à la culture des céréales (blé tendre essentiellement et orges), 14 % pour les oléagineux (tournesol), 26 % pour le fourrage et 18 % reste en herbes. En 2000,2 hectares (1 hectare en 2010) étaient consacrés à la vigne.
Six exploitations en 2010 (contre sept en 2000) abritent un élevage de bovins (497 têtes en 2010 contre 530 têtes en 2000). L'élevage de volailles a connu une baisse : 133 têtes en 2000 répartis sur cinq fermes contre 58 têtes en 2010 répartis sur trois fermes. L'élevage d'ovins a disparu au cours de cette décennie. Cette évolution est conforme à la tendance globale du département de la Vienne. En effet, le troupeau d’ovins, exclusivement destiné à la production de viande, a diminué en  moyenne de 43,7 % de 1990 à 2007

## Culture locale et patrimoine

### Lieux et monuments
- Église Saint-Martin de Roiffé.

#### Patrimoine civil
- Château de la Roche Martel (ou Roche-Marteau ou Roche-du-Maine) est situé sur un promontoire dominant la plaine de Loudun. Cet ancien château fort occupait, donc, une position stratégique. Les Plantagenêts en auraient été propriétaire. Il a été reconstruit au cours de la première moitié du XVe siècle. Il a été remanié au XIXe siècle. Toutefois, il est inscrit à l'Inventaire Supplémentaire des monuments historiques pour son châtelet et sa galerie extérieure depuis 2005.
- Logis des Eaux-Melles de style Renaissance[34].

#### Patrimoine naturel
Le bois de Grandjean fait partie d’une étendue forestière qui s’étend entre Roiffé et Bournand, de part et d’autre de la D 147.
Dans ce secteur du Loudunais, les sols sont constitués d’épais dépôts sableux sur lesquels se sont formées des « varennes » ou « sables verts », des sols sableux à argilo-sableux intercalés de niveaux marneux, profonds, acides ou neutres selon les secteurs, et tantôt arides ou tantôt hydromorphes. 
La nature très particulière de ces sols, qui couvrent près de 55 000 hectares dans le nord du département de la Vienne, a généré le développement d’une flore très originale mêlant les plantes calcicoles, acidophiles, hygrophiles et xérophiles que l‘on retrouve dans le bois de Grandjean. Le couvert arboré est essentiellement composé de chênes pédonculés et de chênes pubescents. La strate herbacée est, quant à elle, composée de plantes typiques des landes et des pelouses calcifuges comme la callune ou la potentille des montagnes. Ces plantes voisinent avec des espèces nettement calcicoles telles que l’astragale à feuilles de réglisse ou la campanule à feuilles de pêcher. Les lisières forestières sont un conservatoire de plantes rares qui sont à l’origine du classement et de la protection du  bois de Grandjean (ZNIEFF). Ont été recensées les plantes suivantes :
- Le peucédan des montagnes[Quoi ?]. C’est une grande ombellifère à fleurs blanches, très rare dans les plaines atlantiques. Le bois de Grandjean est un des rares sites poitevins où elle a été recensée ces dernières années.
- L’arabette glabre. C’est une robuste crucifère à fleurs blanc jaunâtre qui n’a été recensée que dans un nombre très limité de sites dans le département de la Vienne.
- L’avoine de Loudun[Quoi ?][36],[37] a été découverte et décrite dans les environs pour la première fois par le botaniste poitevin Delastre en 1834. Cette graminée aux gaines foliaires typiquement comprimées à deux tranchants existe toujours à la lisère du bois de Grandjean. Toutefois, elle est très peu abondante.
- L’orchis singe. C’est une orchidée rare en Poitou. Elle affectionne plus particulièrement les lisières des boisements thermophiles.
- La véronique d’Orsini. Il s’agit d’une plante que l’on trouve surtout dans l’Est de la France. Elle n’a été recensée en Poitou que dans quelques rares sites.

La flore des zones hydromorphes est composée des plantes communes aux autres sites de même biotope située en Poitou. En revanche, celle des chemins et des clairières sablonneuses présente diverses petites espèces annuelles plus ou moins exceptionnelles telles que le céraiste à cinq étamines ou le géranium grêle.

### Personnalités liées à la commune
- Isaac de Razilly (né le 5 juillet 1587 sur la commune de Roiffé au château d’Oiseaumelle -Généralité de Tours, ses parents possédaient plusieurs châteaux en Touraine à Beaumont en Véron et Cuon ). Après avoir été en poste dans la Marine Royale sur l'Ile de Ré, il fut nommé Commandeur de la Commanderie de l'Ile Bouchard (Indre et Loire) jusqu'à son départ en 1632 d'Auray en Bretagne pour l'Acadie avec 300 Hommes d'Elite où il devient Gouverneur de Nouvelle-France jusqu'à sa mort en 1636.